# Liste der Baudenkmale in Crinitz
In der Liste der Baudenkmale in Crinitz sind alle Baudenkmale der brandenburgischen Gemeinde Crinitz und ihrer Ortsteile aufgelistet. Grundlage ist die Veröffentlichung der Landesdenkmalliste mit dem Stand vom 31. Dezember 2023.

## Baudenkmale in den Ortsteilen
In den Spalten befinden sich folgende Informationen:
- ID-Nr.: Die Nummer wird vom Brandenburgischen Landesamt für Denkmalpflege vergeben. Ein Link hinter der Nummer führt zum Eintrag über das Denkmal in der Denkmaldatenbank. In dieser Spalte kann sich zusätzlich das Wort Wikidata befinden, der entsprechende Link führt zu Angaben zu diesem Denkmal bei Wikidata.
- Lage: die Adresse des Denkmales und die geographischen Koordinaten. Link zu einem Kartenansichtstool, um Koordinaten zu setzen. In der Kartenansicht sind Denkmale ohne Koordinaten mit einem roten beziehungsweise orangen Marker dargestellt und können in der Karte gesetzt werden. Denkmale ohne Bild sind mit einem blauen bzw. roten Marker gekennzeichnet, Denkmale mit Bild mit einem grünen beziehungsweise orangen Marker.
- Bezeichnung: Bezeichnung in den offiziellen Listen des Brandenburgischen Landesamtes für Denkmalpflege. Ein Link hinter der Bezeichnung führt zum Wikipedia-Artikel über das Denkmal.
- Beschreibung: die Beschreibung des Denkmales
- Bild: ein Bild des Denkmales und gegebenenfalls einen Link zu weiteren Fotos des Baudenkmals im Medienarchiv Wikimedia Commons

### Crinitz
| ID-Nr.                           | Lage                           | Bezeichnung | Beschreibung | Bild                      |
| -------------------------------- | ------------------------------ | --- | --- | ------------------------- |
| 09135545 Wikidata                | Am Bahnhof (Lage)              | Bahnhofsempfangsgebäude mit Güterschuppen und Auffahrtsrampe, Bahnhofsvorplatz mit Pflasterung, Toiletten- und Spritzenhaus sowie Bahnbeamtenwohnhaus mit Nebengebäude und Karbidlampenbunker | Die Bahnhofsanlage befindet sich an der Bahnstrecke Finsterwalde–Luckau, die inzwischen ihren Betrieb einstellte. Beim Hauptgebäude handelt es sich um einen in den Jahren 1911 und 1912 entstandenen zweigeschossigen Bau mit Walm- und Mansarddach. | weitere Bilder            |
| 09136316 Teilobjekt zu: 09135545 | Am Bahnhof (Lage)              | Bahnhofsempfangsgebäude | | BW                        |
| 09136317 Teilobjekt zu: 09135545 | Am Bahnhof (Lage)              | Güterschuppen | | BW                        |
| 09136318 Teilobjekt zu: 09135545 | Am Bahnhof 3, 4 (Lage)         | Doppelhaus | | BW                        |
| 09135933 Teilobjekt zu: 09135545 | Am Bahnhof (Lage)              | Karbidlampenbunker | | BW                        |
| 09136018 Wikidata                | Bergener Straße (Lage)         | Kiosk im Waldbad | Bei dem Kiosk handelt es sich um einen eingeschossigen Klinkerbau mit Walmdach. Entstanden ist das Gebäude in den Jahren 1935 und 1936. | weitere Bilder            |
| 09135812 Wikidata                | Am Spring (Lage)               | Töpferdenkmal | Das mit einer Inschrift versehene Denkmal ist in den Jahren 1968 und 1969 entstanden. Das Denkmal wurde vom Crinitzer Töpfermeister Otto Schulze (1902–1982) geschaffen, der es schließlich der Gemeinde schenkte.                                    | weitere Bilder            |
| 09135821                         | Friedenstraße 7 (Lage)         | Töpferei Engelmann | Bei dem Fabrikgebäude handelt es sich um einen zwei und dreigeschossigen Bau mit Krüppelwalmdach. Die Entstehung wird auf das Ende des 19. Jahrhunderts datiert.                                                                                      | Töpferei Engelmann        |
| 09136016 Wikidata                | Hauptstraße/Lindenplatz (Lage) | Kriegerdenkmal | Das aus Feldstein bestehende Gefallenendenkmal befindet sich in einer Grünanlage. Entstanden ist es im Jahre 1922. | weitere Bilder            |
| 09136021 Wikidata                | Hauptstraße 20 (Lage)          | Motormühle | Das dreigeschossige Gebäude mit Satteldach besteht aus Ziegel- und Feldstein. Errichtet wurde es für den Mühlenbesitzer Herkner im Jahre 1924. | weitere Bilder            |
| 09135586                         | Hauptstraße 93a (Lage)         | Steinzeugtöpferei Klausch | Das zweigeschossige Ziegelsteingebäude mit Satteldach entstand im Jahre 1925. | Steinzeugtöpferei Klausch |

### Gahro
| ID-Nr.            | Lage              | Bezeichnung    | Beschreibung | Bild           |
| ----------------- | ----------------- | -------------- | --- | -------------- |
| 09135117 Wikidata | (Lage)            | Dorfkirche     | Die evangelische Kirche wurde im 14. Jahrhundert aus Feldsteinen errichtet. Der Glockenturm ist aus dem 18. Jahrhundert. Der Kanzelaltar stammt aus der zweiten Hälfte des 18. Jahrhunderts, die Predella zeigt Leonardos Abendmahl. | weitere Bilder |
| 09136015          | Dorfstraße (Lage) | Kriegerdenkmal | Das aus Feldstein bestehende Gefallenendenkmal befindet sich in einer Grünanlage. Entstanden ist es zwischen 1919 und 1922. | Kriegerdenkmal |